# Стжелецкий, Болеслав
Болесла́в Стжеле́цкий [Стреле́цкий] (пол. Bolesław Strzelecki, 10 июня 1896, Понемонь, Мариампольский повят — 2 июня 1941, концлагерь Освенцим, Верхняя Силезия) — блаженный Римско-католической церкви, священник, мученик. Входит в число 108 блаженных польских мучеников, беатифицированных римским папой Иоанном Павлом II во время его посещения Варшавы 13 июня 1999 года.

## Биография
Родился 10 июня 1896 года в деревне Понемонь, Каунас, в регионе Сувалки. Окончил Высшую Духовную семинарию в Сандомеже, где он 21 декабря 1918 года был рукоположён в сан священника.
Служил дьяконом, а затем священником в приходе св. Михаила в Островце. С 1919 по 1923 годы учился в Варшавском университете, где получил степень доктора права.
Был настоятелем церкви Святой Троицы в Радоме и Святейшего Сердца Иисуса в Глинице. Был арестован нацистами в январе 1941 года за помощь вдовам польских военных и депортирован в концентрационный лагерь Освенцим, где умер 2 мая 1941 года от истощения.

## Прославление
13 июня 1999 года был беатифицирован римским папой Иоанном Павлом II вместе с другими польскими мучениками Второй мировой войны.
День памяти — 12 июня.